# OKK Koksovny

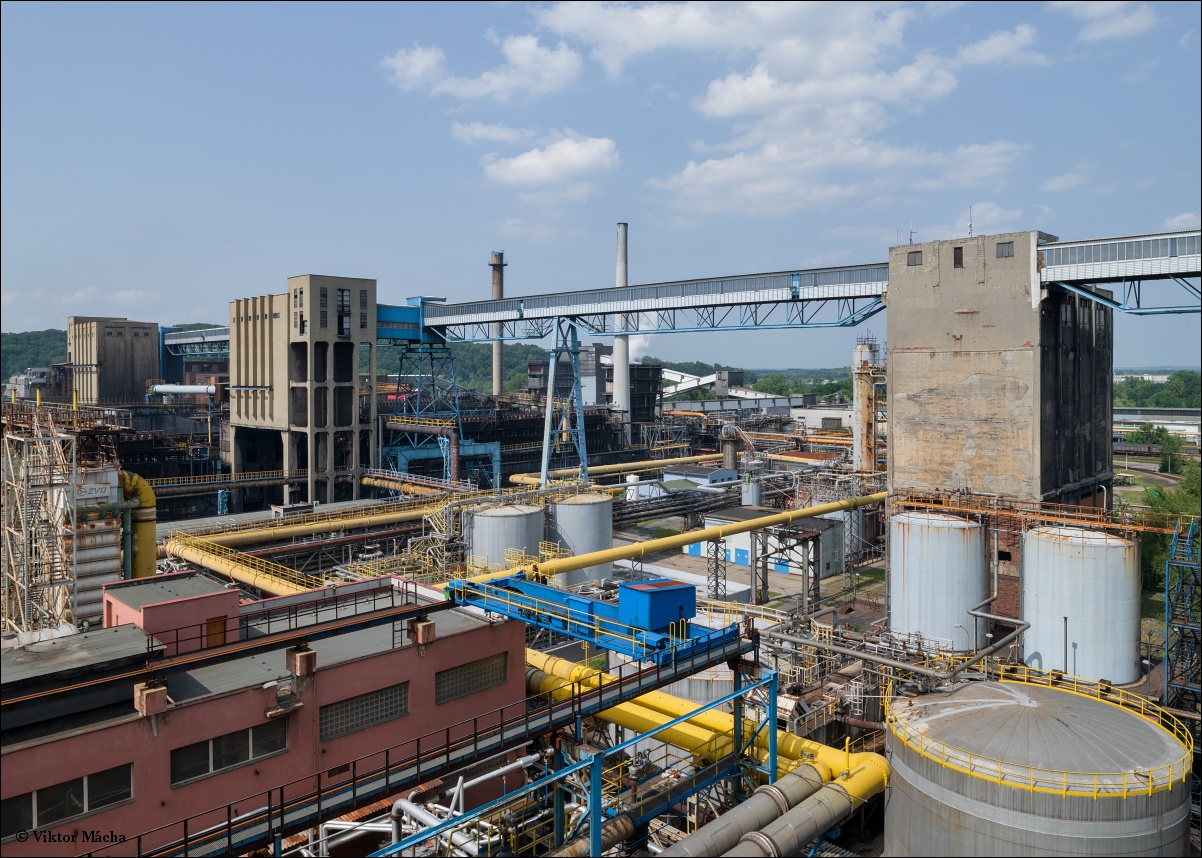
Komplex koksovny Svoboda

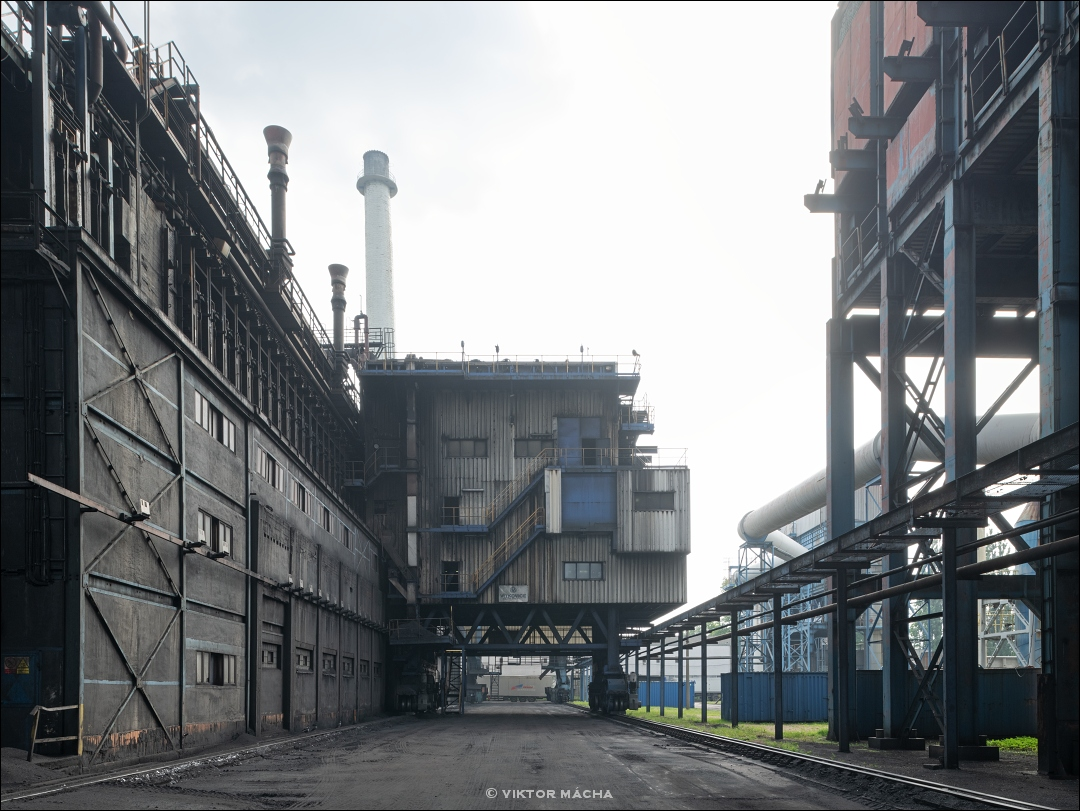
Koksovna Svoboda – výtlačný vůz

OKK Koksovny, a.s. (dřívější názvy OKD, OKK, a.s. a OKD, Ostravsko-karvinské koksovny, akciová společnost) je ostravská společnost, která se zabývá především výrobou koksu z černého uhlí. Provozuje jedinou koksovnu: Svoboda v Ostravě-Přívoze. Roční produkce představuje zhruba 700 000 tun koksu, který je exportován do celého světa. Společnost zaměstnává přibližně 500 osob.

## Historie
Historie společnosti sahá až do roku 1843, kdy byl zahájen provoz koksovny Jan (později President Beneš a poté Československá armáda), která se později stala součástí společnosti. Samotný podnik OKK vzniknul v roce 1952 a byly do něj sloučeny všechny koksovny v Ostravsko-karvinském revíru s výjimkou koksoven hutních podniků (Vítkovické železárny, Třinecké železárny, Nová huť).
Akciová společnost OKD, OKK vznikla vyčleněním majetku OKD (kam tehdy koksovny patřily) k 1. lednu 1994 a společnost OKD se stala jejich 100% vlastníkem. Majetkem OKD, OKK se tak staly dvě koksovny v Ostravě (Jan Šverma a Svoboda) a jedna v Karviné (ČSA).
V průběhu roku 2008 došlo k majetkovým změnám, kdy se novým vlastníkem firmy stala společnost New World Resources, která je současně vlastníkem původní mateřské společnosti OKD.
Novým majitelem firmy se 12. prosince 2013 stala společnost MTX Koksovny ze skupiny MTX Group podnikatele Petra Otavy. K 31. březnu 2014 firma MTX Koksovny zanikla sloučením se společností OKK Koksovny a MTX Group se tak stala přímým vlastníkem OKK Koksoven.

## Závody
V roce 2022 je v provozu pouze areál koksovny Svoboda. Provoz koksoven ČSA (1997) a Jan Šverma (17. prosince 2010) byl již ukončen a plánovaná výstavba zcela nové koksovny ve Stonavě byla v roce 1991 zastavena. V koksovně Svoboda jsou v provozu čtyři koksovací baterie (stav k roku 2022). V celkovém počtu mají 210 koksovacích komor s pěchovacím provozem. Roční produkce koksu se pohybuje okolo 700 000 tun koksu. K této výrobě je potřeba asi 1 000 000 tun černého koksovatelného uhlí.

## Produkty společnosti
Hlavním produktem společnosti je černouhelný koks pro využití v metalurgii, k vytápění a k technologickým účelům.
Během výroby koksu dochází ke vzniku koksárenského plynu. Koksárenský plyn obsahuje přibližně 60 % vodíku, methan, oxid uhelnatý a další chemické látky. Součástí koksárenského provozu je také chemická část, v rámci které jsou z produkovaného plynu extrahovány dehet, benzol, síran amonný a síra.
Vedlejší chemické produkty doprovázející výrobu koksu jsou důležitými surovinami pro chemický a farmaceutický průmysl (dehet a benzol) a jako hnojivo v zemědělství (síran amonný). 
Koksárenský plyn vznikající při výrobě koksu dodávají OKK Koksovny také do teplárny společnosti Veolia Energie ČR, která využívá koksárenský plyn pro výrobu tepla a teplé vody pro část Ostravy.
Koks se používá při výrobě železa a litiny, pro odvětví metalurgie a pro další technologické účely. 
V roce 2013 společnost vyrobila 673 500 tun koksu, z větší části se jednalo o slévárenský koks. V případě vedlejších produktů šlo mj. o 269,3 mil. m³ koksárenského plynu pro odběratele Dalkia Česká republika, dále pak bylo pro společnost DEZA Valašské Meziříčí vyrobeno 18 100 t bezvodého dehtu a 5600 t benzolu.
Od roku 2020 spolupracuje podnik OKK Koksovny s Vysokou školou báňskou–Technickou univerzitou Ostrava na výzkumu separace vodíku z koksárenského plynu.

## Vliv na životní prostředí města Ostravy
Závod společnosti Koksovna Svoboda je významným zdrojem znečištění ovzduší na území města Ostravy, zejména pro Benzo(a)pyren (u kterého je v regionu dlouhodobý problém s překračováním imisního limitu) a jiné polyaromatické uhlovodíky. Situace je horší díky poloze koksovny v blízkosti centra města a obytných domů, kde dochází při nepříznivém větru k obtěžování obyvatelů zápachem a imisemi. Rovněž je zdrojem tzv. ultrajemného prachu. Vliv závodu na životní prostředí byl v r. 2017 medializován a v r. 2018 o něm v rámci cyklu „Nedej se“ natočila ČT dokument s názvem „Jedy z koksáren“..
K tématu proběhla 28. ledna 2019 v Centru Pant veřejná debata s promítáním dokumentu. Debaty se zúčastnili místní politici (Jarmila Uvírová - náměstkyně hejtmana, Kateřina Šebestová - náměstkyně primátora Ostravy), režisér dokumentu Tomáš Netočný, lékař Miroslav Šuta, zástupce společnosti OKK Koksovny Ivo Bárta a moderoval ji děkan Přírodovědecké fakulty Ostravské univerzity Jan Hradecký.
Následující den po debatě došlo v provozu k výpadku proudu a úniku emisí do ovzduší, kdy událost opět oběhla sociální sítě. Video vzbudilo značný ohlas a značně ostrou reakci náměstkyně primátora města Ostravy Kateřiny Šebestové na jednom z webů města. Na stranu své náměstkyně se následně na Twitteru postavil i primátor Tomáš Macura.
Provozní areál společnosti OKK Koksovny a.s. v Ostravě je v současnosti monitorován on-line kamerovým záznamem a soustavou měřící stanic ČHMÚ a ZÚ Ostrava. Údaje o množství vypouštěných škodlivých látek jsou pravidelně zveřejňovány v rámci Registru zdrojů znečištění REZZO 1.
OKK Koksovny dodržují směrnice EU o průmyslových emisích a stanovené závěry o nejlepších dostupných technikách (BAT), ale i směrnice stanovené Českou inspekcí životního prostředí a Krajským úřadem Moravskoslezského kraje. Od roku 2015 jsou OKK Koksovny certifikovány dle normy ISO 14001. [6]

## Odpovědnost OKK Koksoven
Společnost dlouhodobě investuje do údržby, zlepšování technologií a monitorování ovzduší tak, aby minimalizovala vliv na své nejbližší okolí a na životní prostředí.
V letech 2011–2022 investovala společnost OKK do ekologizace, udržitelnosti provozu a modernizace 3,8 miliardy korun. Za tímto účelem společnost uzavřela dobrovolné dohody s Moravskoslezským krajem a Statutárním městem Ostrava. V rámci těchto dohod provádí investice a činnosti na ekologickou modernizaci a údržbu koksárenské technologie nad rámec povinností vyplývajících z legislativy České republiky i povinností a provozních povolení Evropské unie. Pravidelně přispívá na pobyty dětí v přírodě během smogové sezony a rekultivaci zelených ploch v Ostravě.
Společnost OKK podporuje mezinárodní hudební konferenci Crossroads a mezinárodní přehlídku soudobé vážné hudby a opery Ostravské dny a dále podporuje hokejový klub HC Vítkovice Ridera. Popularizuje vědu mezi dětmi základních škol v rámci akce Chemie na hradě.